# Antonio Ferrigno
Antonio Ferrigno (Maiori, 22 dicembre 1863 – Salerno, 12 dicembre 1940) è stato un pittore italiano.

## Biografia
Frequentò lo studio di Giacomo Di Chirico, dal quale ebbe i primi rudimenti dell'arte. Diplomatosi all'Accademia di Belle Arti di Napoli, si trasferì in Brasile nel 1893, ove Ferrigno rimase per dodici anni: visse a Rio de Janeiro e a San Paolo, dove venne soprannominato il pittore del caffè, e riuscì ad arricchirsi.
Nel 1905 tenne un'ultima mostra oltreoceano, per poi ripartire e stabilirsi a Salerno.
Le sue opere brasiliane erano incentrate attorno al tema del caffè: Ferrigno frequentò il mondo dei fazenderos, i ricchi proprietari terrieri locali, e dipinse spesso opere su commissione per conto di questi signorotti benestanti. Questi quadri furono esposti a Parigi nel 1900, ed ebbero visibilità in numerose mostre ed esposizioni internazionali dedicate alla bevanda scura che stava guadagnando diffusione sul continente europeo.

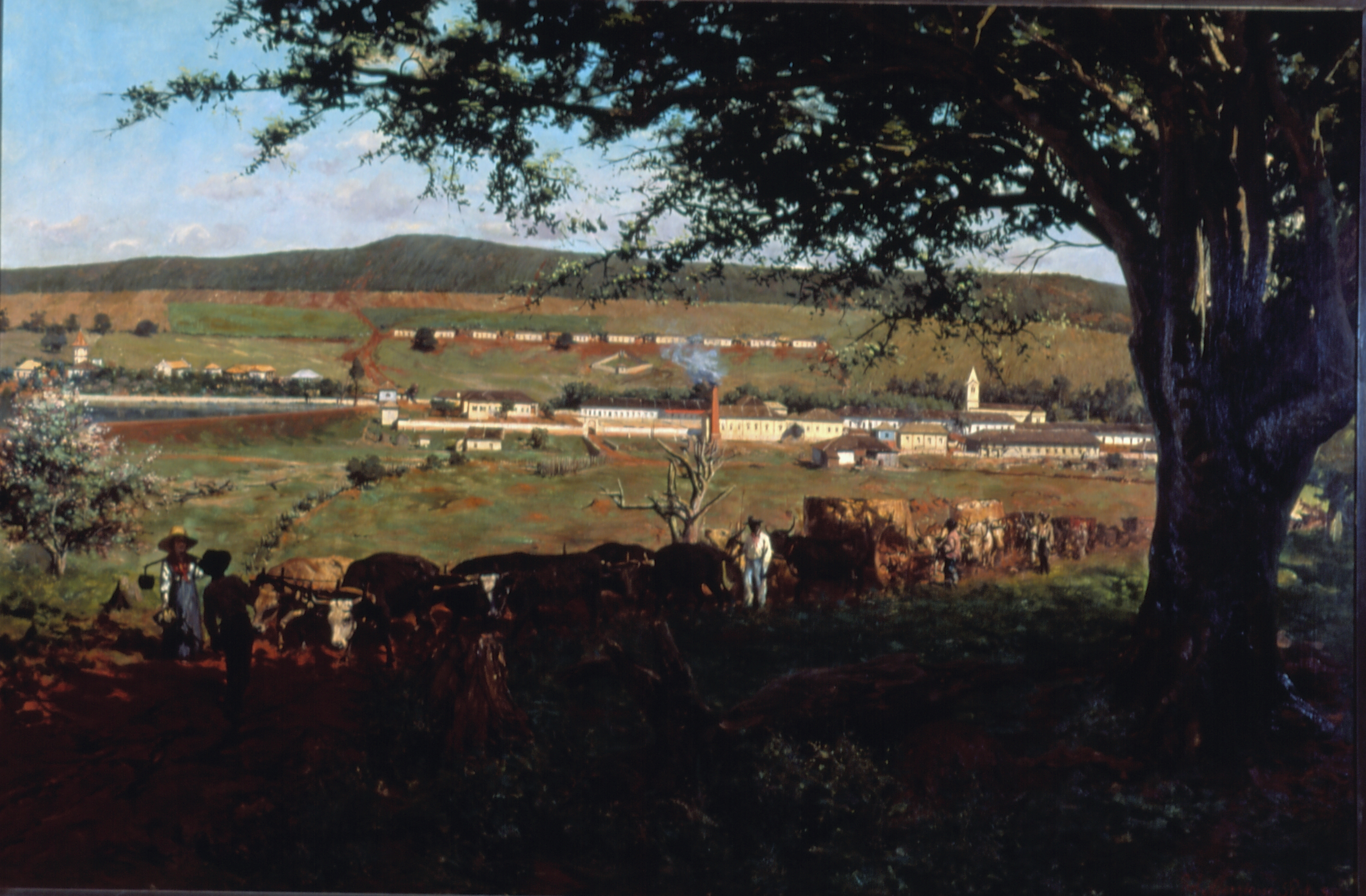
Seccaggio del caffè (1903)

Oltre al valore artistico, le opere brasiliane di Ferrigno sono rilevanti per il loro aspetto documentario, poiché mostrano nel dettaglio la vita delle piantagioni di caffè brasiliane all'indomani dell'abolizione della schiavitù (1888), in un periodo in cui gran parte della forza lavoro era composta da emigranti italiani, principalmente veneti.
I dipinti mostrano con molti dettagli le fasi della coltivazione, raccolta e preparazione dei chicchi di caffè, il loro trasporto via ferrovia.
Tra il 1900 e il 1904 Ferrigno si spostò nell'entroterra dello Stato di San Paolo, vivendo ospite delle piantagioni di Victória e Santa Gertrudes.
La piantagione di Santa Gertrudes era un insediamento modello, dotato di luce elettrica e telefono, due elementi che compariranno in alcune opere realizzate in questo periodo.
Lo stile di Ferrigno si rifà a quello delle sue terre di origine, e subisce l'influsso delle tecniche compositive e coloristiche dei Costaioli della Scuola di Maiori. Come altri europei trasferitisi in Sud America, Ferrigno acquisì un particolare gusto per i colori della natura, che rimase una sua cifra stilistica anche al ritorno in patria e caratterizza anche le opere degli anni venti, in particolare le tele dedicate ai rigogliosi giardini di Villa Rufolo di Ravello.
L'opera di Ferrigno è stata oggetto di una retrospettiva tenutasi nel 2005, al centenario del trasferimento in Italia, presso la Pinacoteca do Estado de São Paulo.